# RealJukebox
RealJukebox — компьютерная программа, созданная RealNetworks. Она была впервые выпущена в мае 1999 года, и к концу 2001 функциональность программы была интегрирована в медиапроигрыватель RealPlayer.
В настоящее время программа не обновляется и не поддерживается, а также недоступна для загрузки с официального сайта, RealOne полностью заменяет RealJukebox.

## Описание
RealJukebox позволяет пользователям записывать, воспроизводить и управлять своей цифровой музыкальной коллекцией. Может играть все общедоступные аудиоформаты, прочитать аудио компакт-диски и кодированные данных в формате MP3.
Программа поставляется в двух версиях, Basic и Plus. RealJukebox Basic версия является бесплатной, но имеет ряд ограничений, по сравнению с RealJukebox Plus, из неё убраны такие возможности, как кроссфейдинг, более расширенные плей-листы, перекодировщик форматов, ограничивает качество звука MP3 до 96 Кбит/с, возможность записать только 78 компакт-дисков, а также присутствует менее функциональный эквалайзер.

## Возможности
- Воспроизведение и запись компакт-дисков.
- Визуализация.
- Добавляет треки музыкальную библиотеку пользователя.
- Создание пользовательских плей-листов из записанных треков.
- Автоматически получает и хранит информацию CD для каждого компакт-диска.
- Воспроизведение CD во время записи.
- Создание непрерывных музыкальных миксов, Crossfade (только в Plus-версии).
- Поддержка тем оформления и скинов.
- Органайзер.
- Добавьте ранее сохранённые музыкальные файлы в библиотеку музыки RealJukebox.
- Управление, организация личной музыкальной библиотекой.
- Настройка музыкального информационного дисплея (только в Plus-версии).
- Быстрая загрузка и установка плагинов и обновлений.
- Поддержка плей-листов.